# Just de Canterbury
Just de Canterbury  (Roma, s. VI - Canterbury, Anglaterra, 10 de novembre de 627) fou un monjo benedictí italià, bisbe de Canterbury. És venerat com a sant per diverses confessions cristianes. Monjo de l'Orde de Sant Benet, fou enviat el 601 a Anglaterra com a missioner pel papa Gregori el Gran, a instància d'Agustí de Canterbury, que hi havia anat poc abans i fou el primer arquebisbe de Canterbury. El 604 esdevé primer bisbe de Rochester (Kent). En morir el rei Etelbert de Kent, es desfermà una persecució contra els cristians i marxà a refugiar-se a la Gàl·lia. L'any següent tornà a Rochester, on restà fins al 624, quan fou triat tercer arquebisbe de Canterbury, rebent-ne el pallium de Bonifaci V. En lloc seu, quedà com a bisbe de Rochester el prevere romà. Just escrigué als cristians britànics i irlandesos per demanar-los que restessin fidels al ritu de l'Església Catòlica Romana, però les seves epístoles foren ignorades. Durant el seu bisbat s'evangelitzà el Regne de Northúmbria: Paulí de York fou consagrat arquebisbe de York i, en dos anys, el rei Edwin de Deira fou batejat, amb altres súbdits.